# روبرت أ. غاردنر
روبرت أ. غاردنر (بالإنجليزية: Robert A. Gardner)‏ هو لاعب غولف أمريكي، ولد في 9 أبريل 1890 في هينديل في الولايات المتحدة، وتوفي في 21 يونيو 1956 في ليك فورست في الولايات المتحدة.